# Charles René Billuart
Charles René Billuart (Revin, 18 gennaio 1685 – Douai, 20 gennaio 1757) è stato un teologo francese.

## Biografia
Nato in una località delle Ardenne in prossimità del confine col Belgio, Billuart vestì l'abito dei Domenicani presso il convento di Lilla. Si mise in luce come predicatore e studioso di teologia e fu insegnante  di teologia in numerose località della Francia e del Belgio, soprattutto a Douai. Assieme a Vincenzo Ludovico Gotti, Billuart è stato il principale esponente della Scuola Tomistica. Fu autore di una Summa sancti Thomae hodiernis Academiarum moribus accommodata, pubblicata in 19 volumi a Liegi fra il 1746-1751, che venne usata per più di un secolo come manuale di insegnamento superiore di teologia; nel 1754 ne uscì un compendio.

## Opere
- Charles René Billuart, Summa Sancti Thomae hodiernis academiarum moribus accomodata, sive cursus theologiae juxta mentem ... Opera et studio f. Caroli Renati Billuart. 19 voll., Leodii, apud Everardum Kints, s.s.e typog., 1746-1751.
- Charles René Billuart, Supplementum cursus theologiae r. ac eximii patris Caroli Renati Billuart continens tractatus de opere sex dierum. De statu religioso. Et de mysteriis Christi. Opus posthumum ab eodem auctore elucubratum, Wirceburgi, impensis Ioannis Iacobi Stahel, bibliopolae a celsissimo specialiter privilegiati, 1760.